# Jindřich Němčík
Jindřich Němčík (* 11. července 1949) je bývalý český politik, v 90. letech 20. století poslanec České národní rady a Poslanecké sněmovny za Občanské fórum a ODS.

## Biografie
Profesně působil jako sociolog, konzultant a podnikatel. Absolvoval Filozofickou fakultu Univerzity Jana Evangelisty Purkyně v Brně a v období let 1974 až 1990 byl zaměstnán jako sociolog v podniku Rudné doly Jeseník.
Během sametové revoluce se podílel na aktivitách Občanského fóra. V únoru 1990 se stal poslancem České národní rady v rámci procesu kooptací do ČNR. Mandát pak krátce poté obhájil v řádných volbách v roce 1990 za Občanské fórum. Opětovně byl zvolen ve volbách v roce 1992, nyní již za ODS (volební obvod Severomoravský kraj). Zasedal ve výboru pro sociální politiku a zdravotnictví.
Od vzniku samostatné České republiky v lednu 1993 byla ČNR transformována na Poslaneckou sněmovnu Parlamentu České republiky. Zde setrval do konce funkčního období parlamentu, tedy do sněmovních voleb v roce 1996. Kromě postu ve výboru pro sociální politiku a zdravotnictví byl v letech 1992–1996 i místopředsedou výboru pro veřejnou správu, regionální rozvoj a životní prostředí. Ve volbách v roce 1996 již nekandidoval. Bytem se uvádí v Jeseníku. Následně pracoval jako poradce místopředsedy parlamentu a ministra práce a sociálních věcí. Členem ODS byl v letech 1992–1996.
Věnoval se i podnikání. V roce 2003 rozhodl soud o rozdělení majetku zkrachovalé Pragobanky. Jedním z jejích věřitelů byla firma S-Credit vlastněná společností Synex CZ, v jejímž vedení zasedalo několik bývalých politiků. Kromě Němčíka i Jiří Honajzer a Filip Šedivý.
Ve volbách do Senátu PČR v roce 2006 neúspěšně kandidoval jako nestraník za stranu Nezávislá volba v obvodu č. 65 – Šumperk. Se ziskem 13,13 % hlasů skončil na posledním 5. místě, a nepostoupil tak do 2. kola voleb.